# Gare de Saint-Amand-de-Vendôme
Pour les articles homonymes, voir Gare de Saint-Amand.
La gare de Saint-Amand-de-Vendôme est une gare ferroviaire française de la ligne de Brétigny à La Membrolle-sur-Choisille, située sur le territoire de la commune de Saint-Amand-Longpré, dans le département de Loir-et-Cher, en région Centre-Val de Loire.
Elle est mise en service en 1867 par la Compagnie du chemin de fer de Paris à Orléans (PO). C'est aujourd'hui une halte ferroviaire de la Société nationale des chemins de fer français (SNCF), desservie par des trains TER Centre-Val de Loire circulant entre les gares de Tours et Châteaudun ou Paris-Austerlitz.

## Situation ferroviaire
Établie à 161 mètres d'altitude, la gare de Saint-Amand-de-Vendôme est située au point kilométrique (PK) 190,587 de la ligne de Brétigny à La Membrolle-sur-Choisille, entre les gares ouvertes de Vendôme et Château-Renault. Peu après la gare, vers Château-Renault, se situe la bifurcation vers le raccordement à la ligne Paris-Montparnasse - Monts (LGV).

## Histoire
La Compagnie du chemin de fer de Paris à Orléans (PO) ouvre au service le 5 août 1867 la dernière section, entre Vendôme et Tours, de sa ligne de Paris à Tours. À cette occasion, elle met en service la station intermédiaire de « St-Amand ».

## Service des voyageurs

### Accueil
Halte SNCF, c'est un point d'arrêt non géré (PANG) à entrée libre.

### Dessertes
Saint-Amand-de-Vendôme est desservie par des trains du réseau TER Centre-Val de Loire (ligne Tours - Châteaudun et Tours - Vendôme - Paris).

### Intermodalité
Un parc pour les vélos est aménagé.